# Stiphrometasia monialis
Stiphrometasia monialis là một loài bướm đêm trong họ Crambidae.